# Шапошниково (Льговский район)
Шапошниково — деревня в Льговском районе Курской области России. Входит в состав Вышнедеревенского сельсовета.

## География
Деревня находится на реке Малая Локня (левый приток Локни в бассейне Суджи), в 24 км от российско-украинской границы, в 73 км к юго-западу от Курска, в 25,5 км к югу от районного центра — города Льгов, в 15,5 км от центра сельсовета — села Вышние Деревеньки.
Климат
Шапошниково, как и весь район, расположено в поясе умеренно континентального климата с тёплым летом и относительно тёплой зимой (Dfb в классификации Кёппена).
Часовой пояс
Деревня Шапошниково, как и вся Курская область, находится в часовой зоне МСК (московское время). Смещение применяемого времени относительно UTC составляет +3:00.

## Население
| 2002 | 2010 |
| ---- | ---- |
| 6    | ↘4   |

## Инфраструктура
Личное подсобное хозяйство. В деревне 4 дома.

## Транспорт
Шапошниково находится в 22 км от автодороги регионального значения 38К-017 (Курск — Льгов — Рыльск — граница с Украиной), в 1,5 км от автодороги 38К-024 (Льгов — Суджа), в 16,5 км от автодороги 38К-030 (Рыльск — Коренево — Суджа), в 4,5 км от автодороги межмуниципального значения 38Н-564 (38К-030 — Каучук — 38К-024), в 2 км от ближайшего (закрытого) ж/д остановочного пункта Анастасьевка (линия Льгов I — Подкосылев).
В 127 км от аэропорта имени В. Г. Шухова (недалеко от Белгорода).